# Benjamin Coriat
 (janvier 2023).
Benjamin Coriat, né le 14 novembre 1948 à Rabat au Maroc, est un économiste français spécialisé en économie industrielle, de l’innovation et de la propriété intellectuelle. Il est membre des économistes atterrés.

## Biographie
Licencié de philosophie, agrégé et docteur en sciences économiques, il est depuis 1989 professeur à la faculté des sciences économiques et de gestion de l'Université Sorbonne Paris Nord.
Se situant dans la filiation de la théorie de la régulation, il est membre du conseil d'administration du collectif des économistes atterrés.
Il publie le retour des communs en 2015. Dans cet ouvrage, Benjamin Coriat s'intéresse à la notion de communs, forme de partage allant des logiciels libres aux garderies autogérées qu'il oppose à l'idéologie propriétaire. 
Il voit dans les communs l'émergence d'une économie collaborative et une alternative au capitalisme.
Il participe en 2020, à la tournée des tiers-lieux avec la Convention citoyenne pour le climat, valorisant ces lieux hybrides comme des outils communs pour les transitions et comme moyens de créer des communs.

## Prises de positions
Lors de la campagne présidentielle de 2017, il apporte son soutien à Jean-Luc Mélenchon.

## Responsabilités en matière de recherche et d'enseignement

### Recherche
- Réseaux d'excellence du 6e PCRD de l'UE et réseaux européens
- ADPICs, Économie des médicaments et politiques publiques de santé
- Initiative for Policy Dialogue, (fondée et dirigée par Joseph Stiglitz)
- Encadrement doctoral du Master « Économie de la firme et des marchés » de l'université Paris 13
- responsable de l’IMDPI, Axe 3 du Centre d'économie de l'université Paris Nord (CEPN)
- responsable scientifique de l’ANR PROPICE.
- président de l’action « Recherches socio-économiques sur le Sida et l'accès aux soins dans les PED » au sein de l’ANRS (Agence nationale de recherche sur le Sida).
- membre de la direction de l’IFRIS (Institut francilien Recherche Innovation Société) depuis sa fondation.

### Enseignement
- Économie industrielle et internationale
- Finance et Entreprise
- Théorie des organisations
- Brevets pharmaceutiques
- Gestion des ressources humaines

## Publications
- Science, technique et capital, Paris, Seuil, 1976
- L'Atelier et le chronomètre : essai sur le taylorisme, le fordisme et la production de masse, Paris, Christian Bourgois éditeur, 1979 (rééd. 1982 et 1994)
- La robotique, Paris, La Découverte/Maspéro, 1983
- « Le débat théorique sur la désindustrialisation », in Économie appliquée, tome 42, n° 4, 1989
- Penser à l'envers, Paris, Christian Bourgois éditeur, 1991
- L'atelier et le robot : essai sur le fordisme et la production de masse à l'âge de l'électronique, Paris, Christian Bourgois éditeur, 1990 (rééd. 1994)
- Made in France : l'industrie française dans la compétition mondiale (avec Dominique Taddei), LGF, Libre de poche, 1993
- Les nouvelles théories de l'entreprise (avec Olivier Weinstein), Paris, Éd. Librairie générale française, 1995
- Vingt ans d'aveuglement : l'Europe au bord du gouffre, Les liens qui libèrent, 2011
- Benjamin Coriat (dir.), Le retour des communs : la crise de l'idéologie propriétaire, Paris, Les Liens qui libèrent, 20 mai 2015, 297 p. (ISBN 979-10-209-0272-6, présentation en ligne)
- Propriété et communs : idées reçues et propositions, Paris, Éditions Utopia, 2017, 107 p. (ISBN 9782919160259).